# Wellston
Wellston es un lugar designado por el censo ubicado en el condado de Manistee en el estado estadounidense de Míchigan. En el Censo de 2010 tenía una población de 311 habitantes y una densidad poblacional de 118,3 personas por km².

## Geografía
Wellston se encuentra ubicado en las coordenadas 44°13′5″N 85°57′43″O / 44.21806, -85.96194. Según la Oficina del Censo de los Estados Unidos, Wellston tiene una superficie total de 2.63 km², de la cual 2.52 km² corresponden a tierra firme y (4.04%) 0.11 km² es agua.

## Demografía
Según el censo de 2010, había 311 personas residiendo en Wellston. La densidad de población era de 118,3 hab./km². De los 311 habitantes, Wellston estaba compuesto por el 95.18% blancos, el 0.32% eran afroamericanos, el 3.22% eran amerindios, el 0.32% eran asiáticos, el 0% eran isleños del Pacífico, el 0.32% eran de otras razas y el 0.64% pertenecían a dos o más razas. Del total de la población el 1.61% eran hispanos o latinos de cualquier raza.